# Булич, Сладжяна
Сладжяна Булич (до замужества — Эрич) (серб. Слађана Булић (Ерић) / Slađana Bulić (Erić); род. 29 июля 1983 года, Тузла) — сербская волейболистка, центральная блокирующая.

## Биография
Сладжяна Эрич родилась 29 июля 1983 года в Тузле.
Выступала за команды «Црвена Звезда» (2000—2004, 2010—2011), «Альби» (2004—2005), «Волеро» (2005—2008), «Мурсия 2005» (2008—2010), «Универсал Модена» (2011), «Галатасарай» (2011—2012), «Колубара» (2012—2013), «Партизан / Визура» (2013—2014, 2016—2018), «Единство Брчко» (2015—2016), «Тент Обреновац» (2018).
В составе сборной Сербии выступала с 2002 по 2007 год. В 2005 году стала бронзовым призёром турнира Трофей Валле-д’Аоста. В 2007 году участвовала в турнире Монтрё Волей Мастерс, где команда заняла 4 место.
Вышла замуж и взяла фамилию супруга — Булич.
В декабре 2018 года подписала контракт с командой «Протон».

## Достижения

### Со сборной
- Бронзовый призёр турнира Трофей Валле-д’Аоста 2005

### С клубами
- Серебряный призёр Кубка ЕКВ 2012
- Трёхкратная чемпионка Сербии и Черногории (2002, 2003, 2004)
- Двукратная чемпионка Сербии (2017, 2018)
- Обладатель Кубка Сербии и Черногории 2002
- Серебряный призёр Кубка Сербии 2014
- Двукратный обладатель Суперкубка Сербии (2013, 2017)
- Серебряный призёр Суперкубка Сербии 2016
- Трёхкратная чемпионка Швейцарии (2006, 2007, 2008)
- Трёхкратный обладатель Кубка Швейцарии (2006, 2007, 2008)
- Обладатель Суперкубка Швейцарии 2006
- Чемпионка Испании 2009
- Двукратный обладатель Кубка Испании (2009, 2010)
- Обладатель Суперкубка Испании 2009